# Wina japońskie

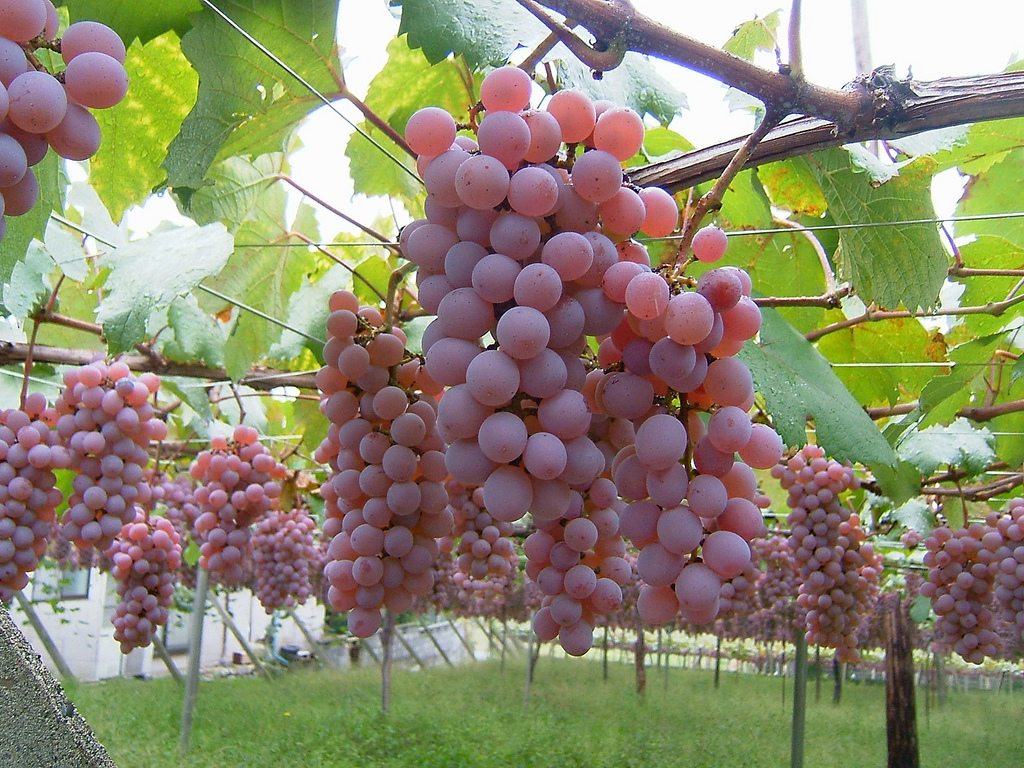
Winnica w Katsunuma

Wina japońskie – wina produkowane w Japonii, głównie w prefekturze Yamanashi i na wyspie Hokkaido.
Pierwsze udokumentowane ślady spożywania wina w Japonii pochodzą z XVI w. i wiążą się z przybyciem jezuitów z Portugalii. Św. Franciszek Ksawery ofiarował butelki z winem panom feudalnym z Kiusiu, praktykę tę kontynuowali inni misjonarze. Nowy napitek nazywano w Japonii winem portugalskim albo chintashu (珍陀酒). Słowo to jest złożeniem portugalskiego określenia tinto (w języku japońskim uproszczone do chinta), oznaczającego rzecz pofarbowaną, w odniesieniu do wina – wino czerwone, i japońskiego shu (alkohol).
Spopularyzowanie win w Japonii stało się możliwe dopiero w II połowie XIX w., w okresie Meiji, kiedy rozpoczęto regularną produkcję miejscowych win, w prefekturze Yamanashi. Przez długi okres Japończycy nie przepadali za winami wytrawnymi i dlatego do wszystkich dodawano cukier albo miód. Większość win konsumowanych w Japonii aż do lat 70. XX w. stanowiły wina miejscowe, import win zagranicznych był minimalny. Gwałtowny rozwój japońskiego winiarstwa nastąpił w latach 70. i 80. XX w. Jednym z czynników sprzyjających tej zmianie była rosnąca świadomość zbawiennego wpływu polifenoli na organizm ludzki. W latach 90. coraz częściej w ofercie japońskich restauracji pojawiały się wina, najczęściej importowane z Francji.
Japonia ma ograniczone możliwości produkowania win wysokiej jakości. Nawet tradycyjny ośrodek produkcji win – prefektura Yamanashi znacznie większe dochody czerpie z produkcji owoców i z turystyki. W japońskich winnicach dominują szczepy riesling i cabernet sauvignon oraz szczep kōshū, wywodzący się prawdopodobnie z Tadżykistanu.
Z Hokkaido pochodzą wina: Tokachi, Ikeda Furano i Furano. Prefektura Yamanashi słynie z wina Katsunuma oraz Kōshū Rubaiyat. W ostatnich latach coraz większą rolę w japońskim winiarstwie odgrywa także prefektura Aichi. Największymi japońskimi producentami win stołowych są: Chateau Mercian i Suntory.